# Bosanski Petrovac
Bosanski Petrovac es una municipalidad y localidad de Bosnia y Herzegovina. Se encuentra en el cantón de Una-Sana, dentro del territorio de la Federación de Bosnia y Herzegovina. La capital de la municipalidad de Bosanski Petrovac es la localidad homónima.

## Localidades
La municipalidad de Bosanski Petrovac se encuentra subdividida en las siguientes localidades:
- Bara (Bosanski Petrovac)
- Bjelaj
- Bjelajski Vaganac
- Bravski Vaganac
- Brestovac (Bosanski Petrovac)
- Bukovača
- Bunara
- Busije
- Cimeše
- Dobro Selo
- Drinić
- Janjila
- Jasenovac (Bosanski Petrovac)
- Kapljuh
- Klenovac (Bosanski Petrovac)
- Kolonić
- Krnja Jela
- Krnjeuša
- Lastve
- Medeno Polje
- Oraško Brdo
- Oštrelj
- Podsrnetica
- Prkosi
- Rašinovac
- Revenik
- Risovac
- Skakavac (Bosanski Petrovac)
- Smoljana
- Suvaja (Bosanski Petrovac)
- Vedro Polje (Bosanski Petrovac)
- Vođenica
- Vranovina
- Vrtoče

## Demografía
En el año 2009 la población de la municipalidad de Bosanski Petrovac era de 7 601 habitantes. La superficie del municipio es de 709 kilómetros cuadrados, con lo que la densidad de población era de 11 habitantes por kilómetro cuadrado.